# Evropské politické společenství (2022)
Evropské politické společenství je mezivládní platforma pro politickou a strategickou diskuzi o budoucnosti Evropy, založená v roce 2022 po invazi Ruska na Ukrajinu. První setkání se uskutečnilo během října 2022 v Praze za účasti 44 evropských států a zástupců Evropské unie včetně předsedy Evropské rady a předsedkyně Evropské komise.

## Historie
Evropské politické společenství bylo navrženo francouzským prezidentem Emmanuelem Macronem v květnu 2022. V roli předsedy Rady Evropské unie Macron oficiálně představil projekt Evropského politického společenství na setkání Evropské rady 23.–24. června 2022. Podle Macronova návrhu by cílem projektu mělo být poskytnutí platformy pro koordinaci politiky evropských států napříč kontinentem a podporovat politický dialog a spolupráci při řešení záležitostí, které jsou ve společném zájmu, jakož i posílení bezpečnosti, stability a prosperity evropského kontinentu.

## Summity
Podle plánu by se každoročně měly konat dva summity střídavě v členské zemi EU a v nečlenské zemi EU.
První summit proběhl v Praze 6.–7. října 2022. Dne 29. září 2022 Spojené království oznámilo svou účast na setkání a nabídlo hostitelství následujícího setkání.
| Poř. | datum             | hostitelský stát   | místo summitu                 | předseda      | detaily | zdroj  |
| ---- | ----------------- | ------------------ | ----------------------------- | ------------- | ------- | ------ |
| 1.   | 6.–7. října 2022  | Česko              | Pražský hrad, Praha           | Petr Fiala    | detaily | [ 8 ]  |
| 2.   | 1. června 2023    | Moldavsko          | Hrad Mimi, Bulboaca           | Maia Sandu    | detaily | [ 9 ]  |
| 3.   | 5. října 2023     | Španělsko          | Alhambra, Granada             | Pedro Sánchez | detaily | [ 2 ]  |
| 4.   | 18. července 2024 | Spojené království | Blenheimský palác, Woodstock  | Keir Starmer  | detaily | [ 2 ]  |
| 5.   | 7. listopadu 2024 | Maďarsko           | Puskás Aréna, Budapešť        | Viktor Orbán  | detaily | [ 10 ] |
| 6.   | 16. května 2025   | Albánie            | Skanderbegovo náměstí, Tirana | bude oznámeno |         | [ 11 ] |
| 7.   | 2. října 2025     | Dánsko             | bude oznámeno                 | bude oznámeno |         | [ 12 ] |

## Účastníci
Účastnické státy Evropského politického společenství:

### Členské státy Evropská unie
- Evropská unie
- Belgie
- Bulharsko
- Česko
- Dánsko
- Estonsko
- Finsko
- Francie
- Chorvatsko
- Irsko
- Itálie
- Kypr
- Litva
- Lotyšsko
- Lucembursko
- Maďarsko
- Malta
- Německo
- Nizozemsko
- Polsko
- Portugalsko
- Rakousko
- Rumunsko
- Řecko
- Slovensko
- Slovinsko
- Španělsko
- Švédsko

### Další evropské státy
- Albánie
- Andorra
- Arménie
- Ázerbájdžán
- Bosna a Hercegovina
- Černá Hora
- Gruzie
- Island
- Kosovo
- Lichtenštejnsko
- Moldavsko
- Monako
- Norsko
- Severní Makedonie
- San Marino
- Spojené království
- Srbsko
- Švýcarsko
- Turecko
- Ukrajina

### Nezúčastněné evropské státy
- Vatikán

### Nepozvané evropské státy
- Bělorusko
- Kazachstán
- Rusko